# Berliner Phonogramm-Archiv

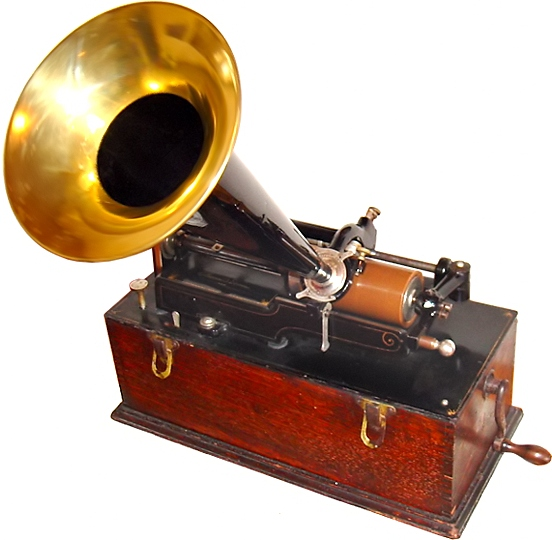
Edison Home-Phonograph mit bespielter Wachswalze, Dezember 1900

Das Berliner Phonogramm-Archiv – heute Teil der Abteilung Musikethnologie im Ethnologischen Museum in Berlin – ist eine der weltweit bedeutenden Institutionen, in denen Tondokumente traditioneller Musik aus aller Welt gesammelt und aufbewahrt werden. Insgesamt umfasst das Archiv inzwischen über 150.000 Aufnahmen.
Besondere Bedeutung haben die einzigartigen historischen Sammlungen (Edisonwalzen und Schellackplatten) aus der Zeit zwischen 1893 und 1954. Die Sammlung der Edisonwalzen des Berliner Phonogramm-Archivs wurde 1999 als Frühe Aufnahmen der musikalischen Welttraditionen in die UNESCO-Liste „Memory of the World“ aufgenommen.

## Umfang und Bedeutung

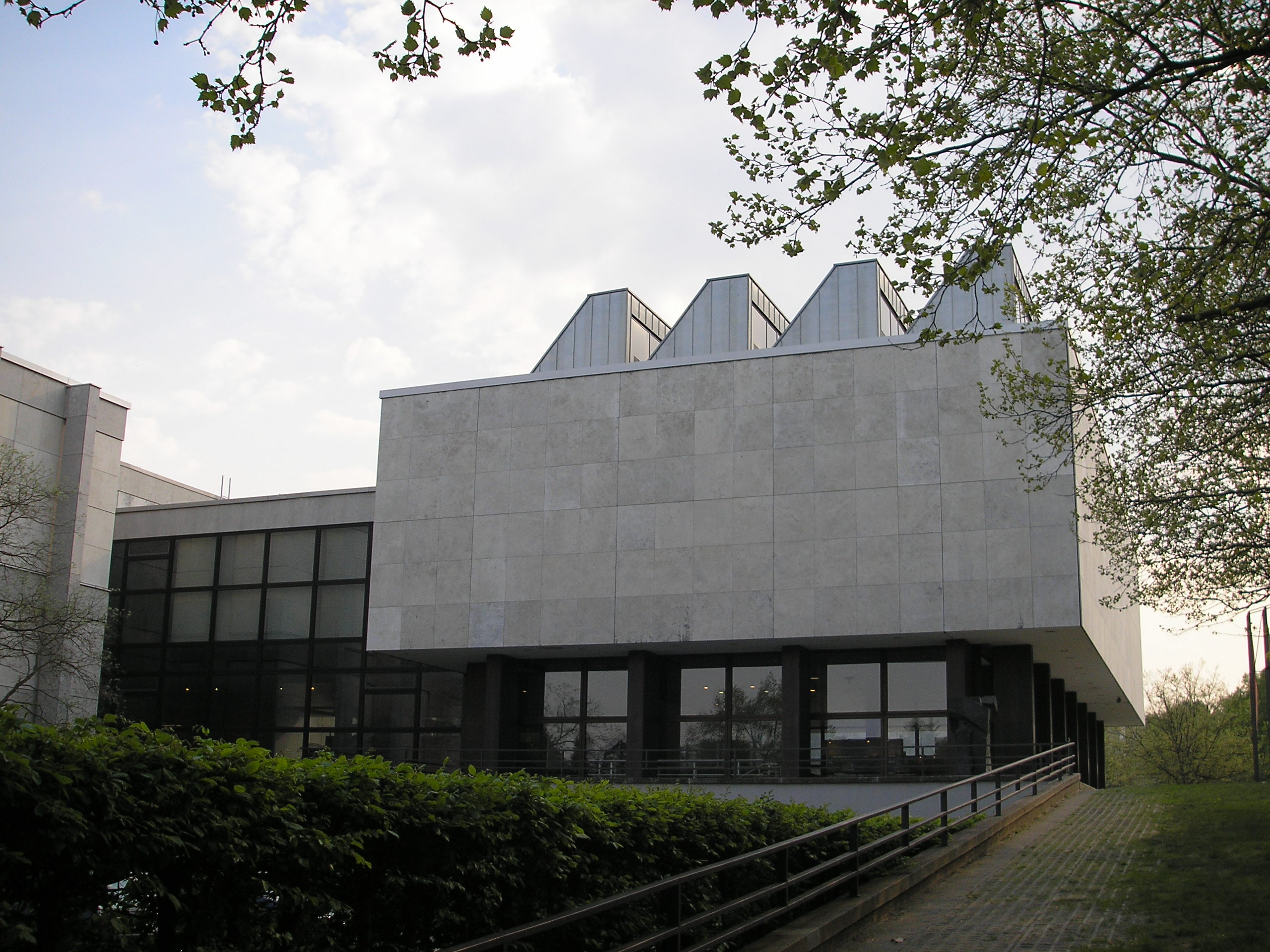
Museumszentrum Berlin-Dahlem, Sitz des Ethnologischen Museums

Die Tondokumente entstanden zwischen 1893 und 1954; es sind insgesamt etwa 350 Sammlungen mit Musik aus Afrika (30 %), Amerika (20 %), Asien (20 %), Australien/Ozeanien (12 %), Europa (10,4 %) sowie überregionale bzw. geographisch nicht einzuordnende Sammlungen (7,4 %). Die Zusammenarbeit mit Sammlern aus unterschiedlichen Tätigkeitsbereichen (Ethnologen, Kolonialbeamten, Ärzten, Missionaren, Linguisten, Geographen, Archäologen, Musikwissenschaftlern, Forschungsreisenden) und weltweite Kontakte sicherten dem Archiv meist gut dokumentierte Aufnahmen von den verschiedensten Musikkulturen der Welt. Über ihren generellen historischen Wert hinaus erregen besonders solche Aufnahmen internationale Aufmerksamkeit, in denen Musiktraditionen von Kulturen dokumentiert sind, die heute überhaupt nicht mehr existent sind (z. B. Feuerländer) oder sich seitdem stark verändert haben.
Der historische Bestand des Phonogramm-Archivs beläuft sich heute auf mehr als 30.000 Walzen: Originale (Positive), zur Vervielfältigung verwendete Negative (so genannte Galvanos) und Wachskopien (ebenfalls Positive). Zur Konservierung der sehr empfindlichen Walzen wurde in Amerika eine eigene Technik entwickelt, die auch in Berlin Anwendung fand. Dabei wurden die originalen Phonographenwalzen galvanisiert, und die daraus gewonnenen negativen Walzen aus Kupfer dienten als Matrizen, von denen dann in beliebiger Zahl Kopien aus Hartwachs gegossen werden konnten. Zum historischen Bestand des Phonogramm-Archivs gehören ferner gut 2000 Schellackplatten.

## Geschichte
Die Anfänge des Archivs gehen in den September 1900 zurück, als der Psychologe Carl Stumpf mit dem Edison-Phonographen eine in Berlin gastierende Gruppe thailändischer Theatermusiker aufnahm. Zusammen mit seinem Schüler und Mitarbeiter Erich Moritz von Hornbostel begründete er 1904 das Phonogramm-Archiv, das „als Privateigentum beider Gelehrten“ dem Psychologischen Institut der Friedrich-Wilhelms-Universität angeschlossen war. Der Staat Preußen erwarb 1923 das Archiv, welches in die Verwaltung der Musikhochschule in Berlin-Charlottenburg überging. Hornbostel übernahm die Stelle des Leiters und baute es zu einem der berühmtesten Schallarchive der damaligen Zeit aus. Nach der Emigration Hornbostels 1934 wurde das Archiv an das Museum für Völkerkunde angegliedert. Nach der Auslagerung infolge der Kriegswirren kamen die Walzenbestände zeitweise nach Leningrad, dann zurück in den Ostteil Berlins an die Akademie der Wissenschaften der DDR.
Inzwischen hatte Kurt Reinhard praktisch eine neue musikethnologische Sammlung im West-Berliner Völkerkundemuseum aufgebaut.
Erst 1991 konnten die Sammlungen im Völkerkundemuseum in Berlin-Dahlem wieder vereinigt werden. Im Rahmen eines umfangreichen Projektes, das von der Stiftung Preußischer Kulturbesitz und der Stiftung Deutsche Klassenlotterie finanziert wurde, konnte bisher ein Teil der historischen Tondokumente auf digitale Tonträger übertragen werden.
Die verloren geglaubte bedeutende Walzen-Sammlung des Kaufmanns und Edison-Pioniers Julius H. Block (1858–1934), die nach seinem Tod 1934 in das Phonogramm-Archiv gelangt war und die seltenste Aufnahmen aus den Jahren 1890–1923, darunter von Tolstoi, Tschaikowski und des elfjährigen Jascha Heifetz enthält, wurde erst vor einigen Jahren wiederentdeckt; sie befindet sich allerdings immer noch in St. Petersburg.
Nachfolger von Kurt Reinhard, der von 1952 bis 1968 das Phonogramm-Archiv, das 1963 in Abteilung Musikethnologie im Ethnologischen Museum umbenannt wurde, leitete, war von 1968 bis 1972 Dieter Christensen und von 1972 bis 2003 Artur Simon. 2003 bis 2021 leitete Lars-Christian Koch das Phonogramm-Archiv, das jetzt im Humboldt Forum zu finden ist. Seit 2021 ist Maurice Mengel als Leiter der Abteilung Medien für die Sammlung zuständig.

## Ausstellung
Zwei im Museum verteilte Multimedia-Installationen „MusikWeltKarte“ vermitteln dem Besucher einen Höreindruck der historischen Walzenaufnahmen und der damit verbundenen Technik; gleichzeitig geben sie einen Überblick über die verschiedenen Musikkulturen der Welt und die Sammler, denen das Berliner Phonogramm-Archiv die Tonaufnahmen verdankt.

## Tonaufnahmen auf CD (Auswahl)
- Robert Lehmann-Nitsche – Walzenaufnahmen aus Argentinien 1905-1909. Kommentar: Miguel A. Garcia. Hrsg. Lars-Christian Koch, Susanne Ziegler. 2 CDs + 136 S. booklet (deutsch/spanisch). BPhA-WA 4, Staatliche Museen zu Berlin 2009.
- The Dawn of Recording: The Julius Block Cylinders. 3 CDs, Marston Records 2008.
- Theodor Koch-Grünberg – Walzenaufnahmen aus Brasilien 1911–1913. Kommentare: Michael Kraus u. Julio Mendívil. Hrsg. Lars-Christian Koch, Susanne Ziegler. CD + 104 S. booklet (deutsch/portugies.). BPhA-WA 3, Staatliche Museen zu Berlin 2006.
- Walzenaufnahmen aus Peru 1910–1925. Kommentare: Virginia Yep, Bernd Schmelz. Hrsg. Susanne Ziegler. CD + 80 S. booklet (deutsch/spanisch). BPhA-WA 2, Staatliche Museen zu Berlin 2003.
- Walzenaufnahmen japanischer Musik (1901–1913). Kommentar: Ingrid Fritsch. Hrsg. Artur Simon + Susanne Ziegler. CD + 96 S. booklet (deutsch/englisch). BPhA-WA 1, Staatliche Museen zu Berlin 2003.
- Music! 100 Years of the Berlin Phonogramm-Archiv. Museum Collection Berlin / Wergo, 4 CDs plus Booklet (284 S.), SM 1701 2, Mainz 2000.[4]

## Multimedia mit Tonaufnahmen
- Ulrich Wegner (Hrsg.): MusikWeltKarte. Der Edison Phonograph und die musikalische Kartographie der Welt. CD-ROM. Staatliche Museen zu Berlin 2007.